# Le Bel Été (film, 2019)
Pour les articles homonymes, voir Le Bel Été.
Pour plus de détails, voir Fiche technique et Distribution.
Le Bel Été est un film français réalisé par Pierre Creton et sorti en 2019.

## Synopsis
Le film décrit le quotidien de réfugiés africains hébergés dans une famille de Normandie.

## Fiche technique
- Titre : Le Bel Été
- Réalisation : Pierre Creton
- Scénario : Pierre Creton, Mathilde Girard et Vincent Barré
- Photographie :  Pierre Creton et Léo Gil Mena
- Son : Michel Bertrou
- Montage : Pierre Creton
- Production : Andolfi
- Pays :  France
- Durée : 81 minutes
- Dates de sortie : 
  - France - 12 juillet 2019 (présentation au FIDMarseille)[2]
  - France - 13 novembre 2019 (sortie nationale)

## Distribution
- Yves Edouard
- Sébastien Frère
- Sophie Lebel
- Gaston Ouedraogo
- Mohamed Samoura
- Amed Kromah
- Wally Toure
- Pauline Haudepin
- Mathieu Amalric
- Ariane Doublet
- Marie Imbert
- Nicolas Klotz